# James Ferguson (skotsk astronom)
James Ferguson, född den 25 april 1710, död 1776, var en skotsk astronom.
Hans far, John Ferguson, var en daglönare som hyrde några hektar mark. Sonen James lärde sig läsa hemma, och fick gå i Keiths skola i tre månader. År 1720, tio år gammal, började han arbeta som fåraherde.  Han studerade stjärnorna om natten och på dagen gjorde han modeller av snurrande hjul, rullar, och kvarn. Hans nästa mästare, James Glashan, fann att Ferguson försökte kartlägga stjärnorna med hjälp av en sträckt tråd och pärlor uppträdda på den. Han var vänlig och ordnade fritid åt Ferguson för att studera vidare. Bland andra jobb han ritade broderimönster för kvinnor.
År 1734 flyttade Ferguson till Edinburgh och började måla miniatyrporträtt. Han skaffade pengar åt sin familj med måleri och hade vetenskap som hobby. Han skrev många vetenskapliga artiklar. År 1742 byggde han sin första tellurium och berättade om den i Edinburghs universitet för professor Maclaurins studenter.
År 1743 flyttade Ferguson och hans familj till London, där han fortsatte sina föreläsningar och skrev vetenskapliga artiklar och böcker. Han byggde mekaniska klockor, som hjälper till att illustrera himlakroppars rörelser.
Ferguson blev berömd efter sin artikel Astronomy explained on Sir Isaac Newton’s Principles. Den publicerades 1756, trycktes i 13 upplagor och översattes till många språk, inklusive 1771 till svenska av Eric Wasberg (Astronomien, uppå sir Isaac Newtons grundsatser, lätt och begriplig gjord för dem, som ej studerat mathematiken med förord av Jacob Serenius och förklaringar av Pehr Wargentin). Royal Society tog honom som medlem, och kungen gav honom en pension på femtio pund.  Från och med år 1768 inbjöd kung  Georg III ofta Ferguson till kungliga slottet för att diskutera mekanik.
Utan formell utbildning var Ferguson till en början rädd för att tala som forskare, men när han skrev essäer och kommentarer om vetenskapliga och filosofiska tidskrifter som gav honom uppmärksamhet, blev han uppmanad att resa på en  föreläsningsturné i storstäder i England. Föreläsningarna som Ferguson gav i Derby inspirerade Joseph Wright of Derby att måla sin tavla A Philosopher Lecturing on the Orrery.  Tavlan finns i Derby Museum and Art Gallery.
Ferguson ansågs vara en utmärkt lärare i naturvetenskap, för hans presentation och sätt att tänka var klart, och han kunde producera geniala enheter och diagram för att illustrera sina presentationer. Fergusons egna studier har nu kommit i skuggan, men på sin tid hade han ett stort inflytande. Han var den första att lägga fram teorin om planetariska ursprung. Thomas Paine nämner honom i Age of Reason. William Herschel studerade astronomi i Fergusons bok. Ferguson hade nog sin största påverkan med sitt arbete med att popularisera vetenskap.

## Utmärkelser
Asteroiden 5625 Jamesferguson är uppkallad efter honom.